# Herfra hvor vi står
|  | Ikke at forveksle med Herfra hvor vi står (bogværk) |
Herfra hvor vi står er et dansk album af Skousen & Ingemann udgivet i 1971 på pladeselskabet Polydor. Det dansksprogede album blev allerede ved sin udgivelse anset som en milepæl i dansk rock, hvilket bl.a. gav sig udslag i, at Dagbladet Information trykte titelsangens tekst på forsiden i forbindelse med udgivelsen.
Tekst og musik til alle albummets sange blev skrevet af Niels Skousen. Musikken er arrangeret af Peter Ingemann.
40 år efter sin udgivelse blev albummet genudgivet i 2011 på Universal i en udgave med en række bonustracks.

## Trackliste
Oprindeligt album:
Side 1
1. Isabel 8.15
2. Svært at nå frem 5.35
3. Fodbold 6.40

Side 2
1. Kaptajnen 4.10
2. Knud Lavard 14.45
3. Herfra hvor vi står 4.45

Bonusspor ved genudgivelsen:
1. Write on sand (jam) 2.08 *
2. Won’t you take my place in the queue 0.34
3. Hey princess (live) 3.14 *
4. The archer (live) 4.10 *
5. Kaptajnen (live) 4.05 *
6. Blæsten over søen 6.02

## Medvirkende
- Niels Skousen, rytmeguitar, sang, mundharpe
- Stig Møller, spansk guitar, elektrisk guitar, congas, sang
- Knud Bjørnø, fløjte, saxofon, sang
- Peter Ingemann, bas, violin, orgel, sang, percussion
- Tømrer Claus, spansk guitar, elektrisk guitar
- Bjørn Uglebjerg, trommer, percussion, sang